# Državno pravobranilstvo Republike Slovenije
Državno pravobranilstvo Republike Slovenije je pravosodni organ, ki zastopa Republiko Slovenijo in druge subjekte (torej državo, njene organe in upravne organizacije v sestavi, ki so pravne osebe) pred sodišči in upravnimi organi. Republiko Slovenijo zastopa tudi pred tujimi in mednarodnimi sodišči, kot so na primer Evropsko sodišče za človekove pravice in sodišča Evropske unije. Subjektom, katere zastopa, tudi pravno svetuje. Opravlja pa lahko tudi druge naloge, določene s posebnimi zakoni.
Kot del pravosodnega sistema sodeluje pri uresničevanju ciljev pravosodja, ki so učinkovito, mirno in kulturno razreševanje sporov v družbi. Delovanje Državnega pravobranilstva ureja Zakon o državnem pravobranilstvu (ZDPra-UPB2, Uradni list RS št. 94/2007 in 77/2009).
Državno pravobranilstvo opravlja naloge iz svoje pristojnosti na sedežu v Ljubljani (Šubičeva 2) in na zunanjih oddelkih (v Celju, Kopru, Kranju, Mariboru, Murski Soboti, Novi Gorici, Novem mestu in na Ptuju).
Generalnega državnega pravobranilca na predlog ministra za pravosodje v imenovanje Državnemu zboru Republike Slovenije predlaga Vlada Republike Slovenije. Njegov mandat traja šest let z možnostjo ponovnega imenovanja. 16. julija 2010 je funkcijo generalnega državnega pravobranilca nastopil dr. Boštjan Tratar.